# Yokohama Minatomirai Railway
La Yokohama Minatomirai Railway (横浜高速鉄道, Yokohama Kōsoku Tetsudō) est une entreprise du troisième secteur qui gère des lignes ferroviaires à l'intérieur de la ville de Yokohama au Japon. Son siège social se trouve à Yokohama. La municipalité de Yokohama, la Préfecture de Kanagawa et la compagnie ferroviaire Tōkyū sont les principaux actionnaires. La compagnie accepte la carte PASMO.

## Histoire
La compagnie a été fondée le 29 mars 1989. La ligne Minatomirai a ouvert en février 2004.

## Lignes
La Yokohama Minatomirai Railway possède deux lignes. Toutefois, l'exploitation de la ligne Kodomonokuni est confiée à la compagnie Tōkyū.
| Symbole | Ligne              | Nom japonais   | Terminus                      | Longueur (km) | Gares |
| ------- | ------------------ | -------------- | ----------------------------- | ------------- | ----- |
|         | Ligne Minatomirai  | みなとみらい線 | Yokohama - Motomachi-Chūkagai | 4,1           | 6     |
|         | Ligne Kodomonokuni | こどもの国線   | Nagatsuta - Kodomonokuni      | 3,4           | 3     |

## Materiel roulant

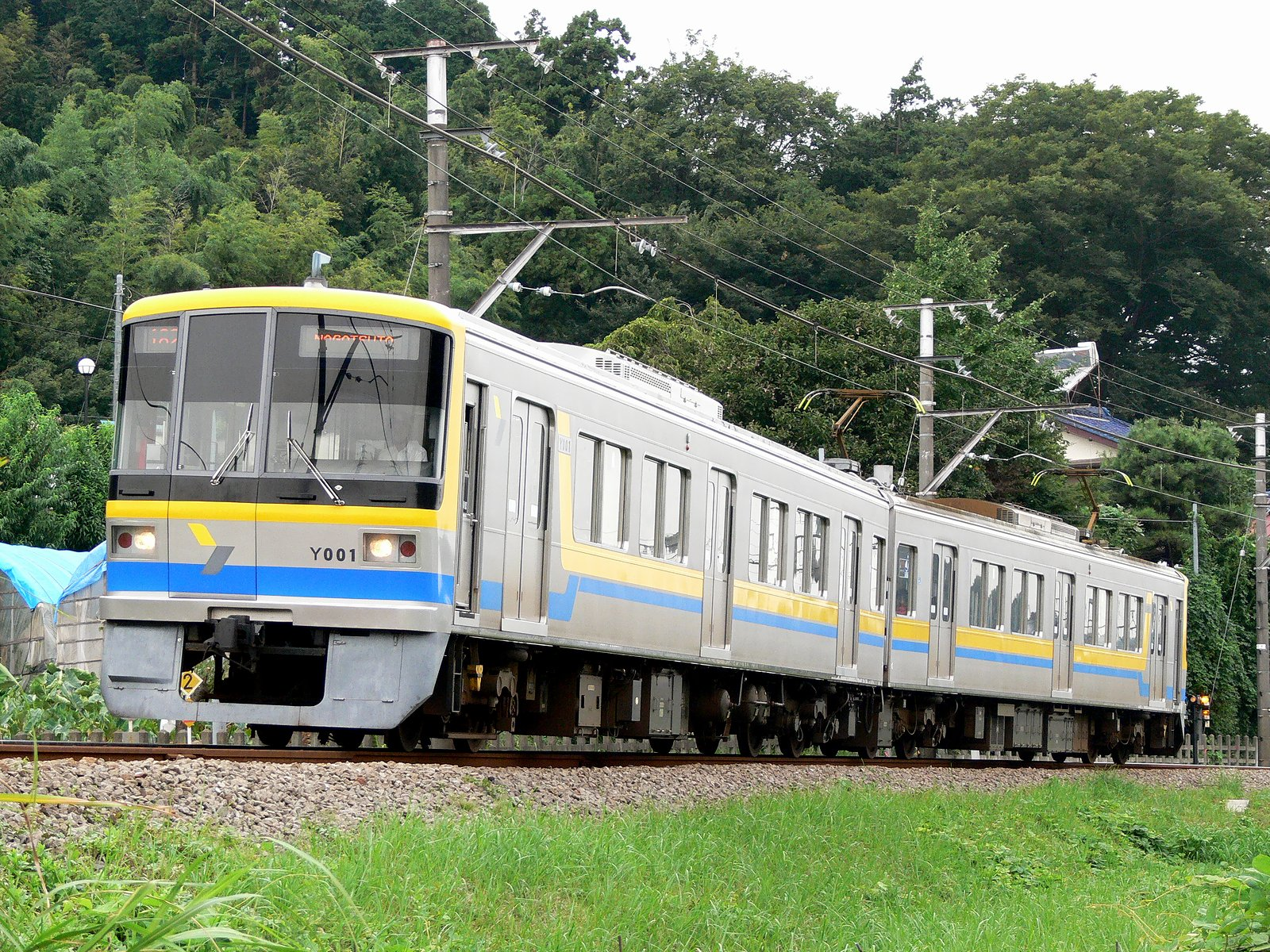
Série Y000
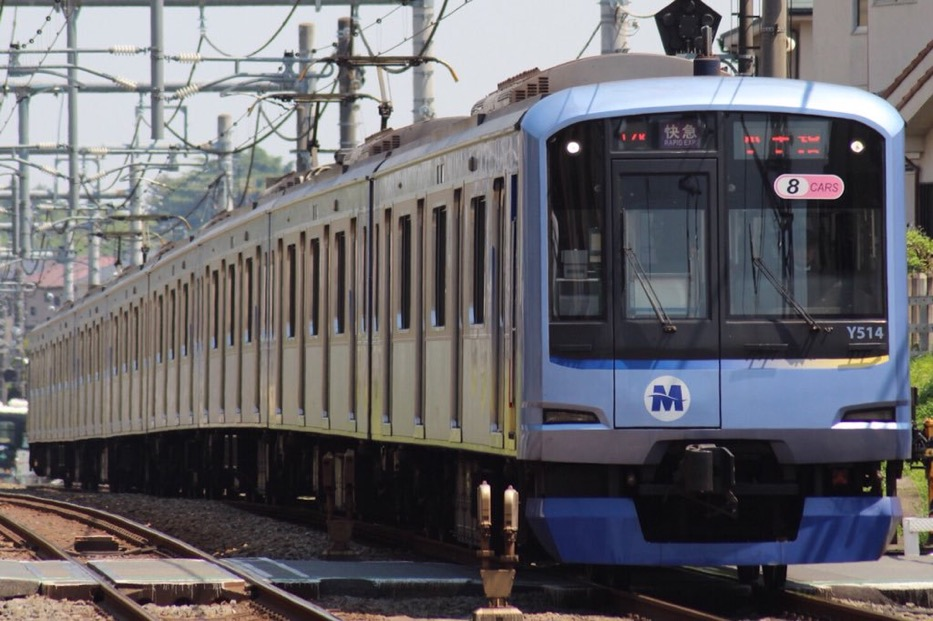
Série Y500